# سنن الفطرة
سنن الفطرة في الإسلام المقصود بها هي الصفات التي فطر الله الناس عليها، فللإنسان ميل وحاجة لها أساسًا، إلا أن يؤثر عليه المجتمع من حوله. وقد ورد ذكرها في أحاديث نبوية متعددة منها:
- عن ابن عمرٍ أن رسول الله قال: «من الفطرة: حلقُ العانة، وتقليم الأظفار، وقص الشارب».[1]
- عن أبي هريرة عن النبي قال: «خمس من الفطرة -: الختان، والاستحداد، وتقليم الأظافر، ونتف الإبط، وقص الشارب».[2]

## أنواعها
أكثر ما أجمل سنن الفطرة الحديث التالي:
- عن عائشة قالت: قال رسول الله: «عشرٌ من الفطرة: قص الشارب، وإعفاء اللحية، والسواك، واستنشاقُ الماء، وقصّ الأظفار، وغسل البراجِم، ونتفُ الإبط، وحلقُ العانة، وانتقاص الماء».[3]
- عن عائشة قالت: قال رسول الله: «عشر من الفطرة: قص الشارب، وإعفاء اللحية، والسواك، والاستنشاقُ بالماء، وقص الأظفار، وغسل البراجِم، ونتف الإبط، وحلق العانة، وانتقاص الماء» يعني الاستنجاء بالماء. قال زكريا: قال مصعب بن شيبة: ونسيت العاشرة؛ إلا أن تكون المضمضة.[4]

فيمكن أهمها ضمن 10 خصال:
1. قص الشارب.
2. إعفاء اللحية.
3. السواك.
4. استنشاق الماء.
5. المضمضة.
6. غسل البراجم.
7. نتف الإبط.
8. حلق العانة.
9. الاسنتجاء.
10. قص الأظافر.

## أحكامها وأدلتها

### قص الشارب
أما حُكمه فهو سنة. ويخطئ البعض بين القص والحلق، فالمراد التخفيف، ويُكره الحلق بالكلية. وقد نقل ابن عابدين في "رد المحتار" (2/550) عن المتأخرين اختيار القص، فقال:"وَاخْتُلِفَ فِي الْمَسْنُونِ فِي الشَّارِبِ هَلْ هُوَ الْقَصُّ أَوْ الْحَلْقُ؟وَالْمَذْهَبُ عِنْدَ بَعْضِ الْمُتَأَخِّرِينَ مِنْ مَشَايِخِنَا أَنَّهُ الْقَصُّ. قَالَ فِي الْبَدَائِعِ: وَهُوَ الصَّحِيحُ".
وقال مالك بن أنس: حلق الشارب بدعة ظهرت في الناس 
فالسنة في الشارب قصه وتخفيفه، والأخذ منه حتى تبدو أطراف الشفة.

### إعفاء اللحية
وقد حرمت أكثر المذاهب حلقها، فجعلت إعفاءها إلى مقدار قبضة فرضًا. باستثناء المذهب الشافعي الذي جعل حلقها مكروهًا.
جاء في الموسوعة الفقهية: (ذهب جمهور الفقهاء: الحنفيّة والمالكيّة والحنابلة، وهو قول عند الشّافعيّة، إلى أنّه يحرم حلق اللّحية لأنّه مناقض للأمر النّبويّ بإعفائها وتوفيرها... والأصحّ عند الشّافعيّة: أنّ حلق اللحية مكروه).

### السواك
وقد صح عن النبي فيه أنَّه قال: (السِّواكُ مّطْهَرةٌ للفم، مَرضاةٌ للرَّب).
أما حكم استعماله فقد ذهب الفقهاء إلى أنه ندبٌ مؤكد، وذلك لما جاء في حديث النبي أنه قال: (لولا أن أشُقَّ على أُمَّتي لأمرتُهُم بالسِّواك عند كلِّ صّلاة).
وقد أكد الإمام النوويّ على الإجماع الحاصل على استحباب استخدام السواك.

### استنشاق الماء
ويقوم به المسلم عادةً في الوضوء.
أما حكمه فقد اختلف فيه الفقهاء، فبعضهم من جعله فرضًا لا يصح الوضوء إلا به، وبعضهم من جعله سنة.
قال ابن قدامة في «المغني»:
«كُلَّ مَنْ وَصَفَ وُضُوءَ رَسُولِ اللَّهِ صلى الله عليه وسلم مُسْتَقْصِيًا ذَكَرَ أَنَّهُ تَمَضْمَضَ وَاسْتَنْشَقَ، وَمُدَاوَمَتُهُ عَلَيْهِمَا تَدُلُّ عَلَى وُجُوبِهِمَا؛ لِأَنَّ فِعْلَهُ يَصْلُحُ أَنْ يَكُونَ بَيَانًا وَتَفْصِيلًا لِلْوُضُوءِ الْمَأْمُورِ بِهِ فِي كِتَابِ اللَّهِ».

### المضمضة
وتلحق استنشاق الماء بما فيها.

### قص الأظافر
فلا تزيد مدة تركها دون قص 40 يومًا. وذلك لحديث عن أنس رضي الله عنه قال: (وقت لنا رسول الله صلى الله عليه وسلم في قص الشارب وقلم الظفر ونتف الإبط وحلق العانة ألا نترك ذلك أكثر من أربعين يومـاً).
وقال الأكثر بكراهة إطالتها، وتشتد الكراهة بعد الأربعين يومًا.
أما النووي فقد قال في المجموع (فقه شافعي): وأما التوقيت في تقليم الأظفار فهو معتبر بطولها: فمتى طالت قلمها ويختلف ذلك باختلاف الأشخاص والأحوال.

### غسل البراجم
والمقصود بالبراجم العقد التي تكون على الأصابع. فالمراد بغسلها تنظيف المواضع التي تتجمع فيها الأوساخ على الأصابع هناك.
وفي ذلك قال الشوكاني في كتابه «نيل الأوطار»: (وَهِيَ عُقَدُ الْأَصَابِعِ وَمَعَاطِفُهَا كُلُّهَا وَغَسْلُهَا سُنَّةٌ مُسْتَقِلَّةٌ لَيْسَتْ بِوَاجِبَةٍ، قَالَ الْعُلَمَاءُ: وَيُلْحَقُ بِالْبَرَاجِمِ مَا يَجْتَمِعُ مِنْ الْوَسَخِ فِي مَعَاطِفِ الْأُذُنِ وَقَعْرِ الصِّمَاخِ فَيُزِيلُهُ بِالْمَسْحِ وَنَحْوِهِ)

### نتف الإبط
ويسن فيه النتف، وليس الحلق. لكن يُعفى عن ذلك.
قال النووي في حكمه: «أما (نتف الإبط) فسنة بالاتفاق، والأفضل فيه النتف لمن قوي عليه، ويحصل أيضا بالحلق وبالنورة، وحكي عن يونس بن عبد الأعلى قال: دخلت على الشافعي وعنده المزين يحلق إبطه، فقال الشافعي: علمت أن السنة النتف، ولكن لا أقوى على الوجع».

### حلقالعانة
ويسمى الاستحداد. والمطلوب هنا الحلق، وليس النتف. وكان الصحابة في زمن الرسول يحلقون بالموس. ولكن يمكن الحلق بأي شيء، فالمراد التقصير.
قال ابن قدامه: «والاستحداد: حلق العانة. وهو مستحب؛ لأنه من الفطرة، ويفحش بتركه، فاستحبت إزالته، وبأي شيء أزاله صاحبه فلا بأس؛ لأن المقصود إزالته، قيل لأبي عبد الله (يعني: الإمام أحمد): ترى أن يأخذ الرجل سفلته بالمقراض (يعني: المقص)، وإن لم يَسْتَقْصِ؟ قال: أرجو أن يجزئ، إن شاء الله».

### انتقاص الماء
ويقصد به الاستنجاء بالماء، أي إزالة النجاسة من الفرج به. ويستخدم الإنسان في هذا يده اليسرى.
ويجوز في حال عدم توفر الماء استخدام الحجارة، باستعمال 3 منها.
عَنْ عَائِشَةَ، قَالَتْ: «كَانَتْ يَدُ رَسُولِ اللَّهِ صَلَّى اللهُ عَلَيْهِ وَسَلَّمَ الْيُمْنَى لِطُهُورِهِ وَطَعَامِهِ، وَكَانَتْ يَدُهُ الْيُسْرَى لِخَلَائِهِ، وَمَا كَانَ مِنْ أَذًى».
ونتف الإبط، وحلق العانة، وانتقاص الماء " يعني الاستنجاء بالماء.

## وصلات خارجية
- سنن الفطرة: مفهومها وكيفية تطبيقه، إسلام أون لاين